# هيليم
وو هاي ريم (هانغل: 우혜림) (من مواليد 1 سبتمبر 1992 ) في سول، كوريا الجنوبية. هي مغنية كورية جنوبية بدأت مسيرتها الفنية عام 2010. هي عضوة في فرقة الفتيات الرائعات. وهي أيضا راقصة وكاتبة غنائية ومغنية راب.

## السيرة الذاتية
عاشت في هونغ كونغ لمدة 14 عاما وارتادت المدرسة الكندية الدولية في هونغ كونغ حيث أصبحت تجيد اللغة الإنجليزية. يمكنها أن تتحدث الكورية والكانتونية والماندرين والإنجليزية.

## روابط خارجية
- هيليم على موقع IMDb (الإنجليزية)
- هيليم على موقع ميوزك برينز (الإنجليزية)
- هيليم على موقع ديسكوغز (الإنجليزية)